# Ecopipam
Ecopipam (SCH-39166) là một loại thuốc dẫn xuất tổng hợp benzazepine hoạt động như một chất đối kháng thụ thể dopamine D<sub id="mwCA">1</sub>/D<sub id="mwCg">5</sub> chọn lọc, ít có ái lực với các thụ thể dopamine D 2 hoặc 5-HT2.

## Các thử nghiệm lâm sàng
Dựa trên hồ sơ của nó trong các mô hình động vật, ecopipam lần đầu tiên được nghiên cứu như là một điều trị tâm thần phân liệt nhưng không cho thấy hoạt động. Các tác dụng phụ bao gồm an thần, bồn chồn, nôn nóng và lo lắng thường được đánh giá nhẹ. Không có báo cáo về các triệu chứng ngoại tháp giống Parkinsonia thường thấy với các thuốc đối kháng D 2.
Các nghiên cứu lâm sàng ở người cũng cho thấy ecopipam là một chất đối kháng hiệu quả với tác dụng gây hưng phấn cấp tính của cocaine. Tuy nhiên, hiệu quả đã không tồn tại sau khi quản lý lặp đi lặp lại.
Các nhà nghiên cứu đã yêu cầu rằng dopamine thông qua các thụ thể D1 trong hệ thống mesolimbic có liên quan đến các hành vi và niềm vui được khen thưởng. Một hành vi như vậy là ăn, và ecopipam đã được chứng minh trong một nghiên cứu lâm sàng lớn là một phương pháp điều trị hiệu quả cho bệnh béo phì. Tuy nhiên, các báo cáo về lo âu và trầm cảm nhẹ đến trung bình, có thể đảo ngược khiến nó không phù hợp để thương mại hóa như một loại thuốc chống béo phì, và sự phát triển của nó đã bị dừng lại.
Các nghiên cứu nhãn mở gần đây (2014) đã chỉ ra ecopipam để giảm các hành vi đánh bạc ở những đối tượng mắc cờ bạc bệnh lý  và để giảm các động cơ và giọng nói ở người lớn mắc Hội chứng Tourette. Ecopipam hiện đang trong các thử nghiệm lâm sàng được thực hiện bởi công ty công nghệ sinh học Psyadon Enterprises để điều trị hội chứng Tourette ở trẻ em 7-17 tuổi.

## Tổng hợp hóa học
Ecopipam có thể được tổng hợp từ một dẫn xuất tetralin đơn giản: